# Túnica

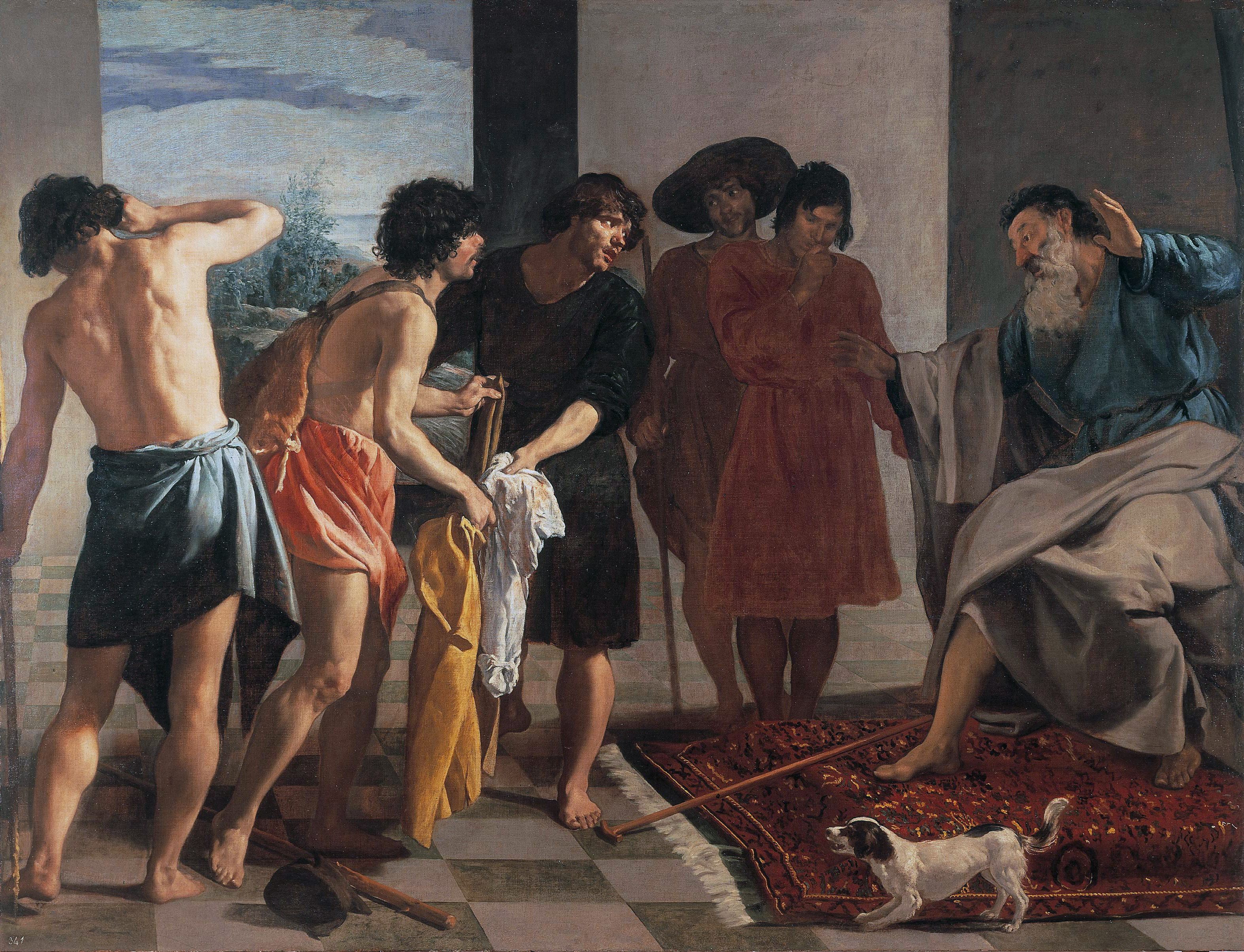
La túnica de José, de Velázquez (ca. 1630).

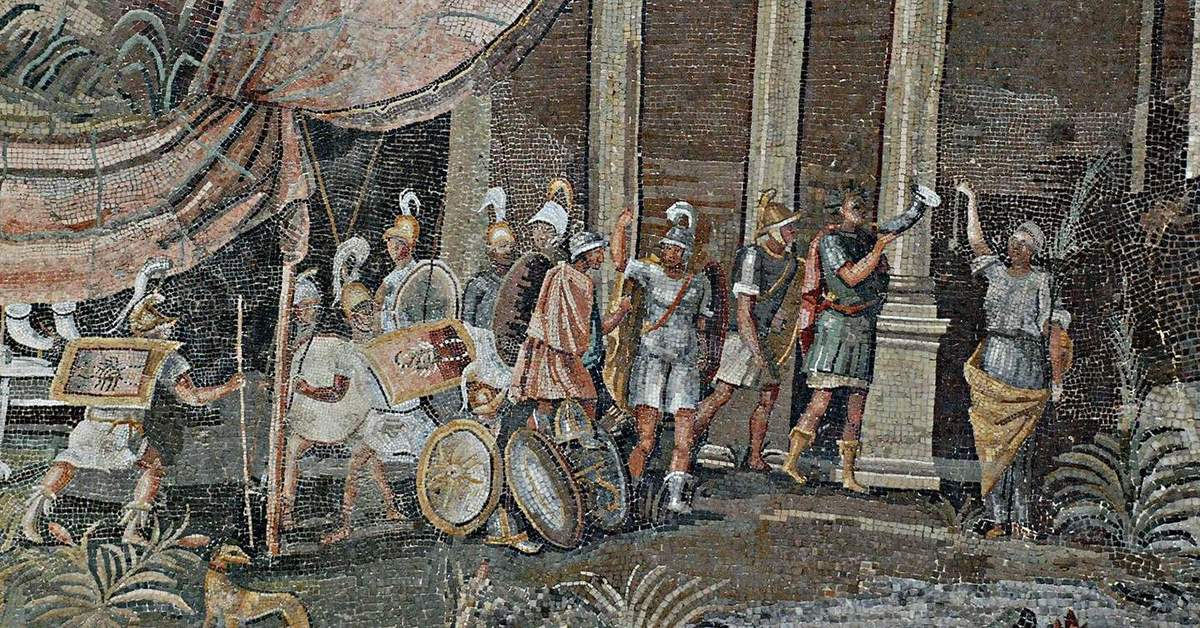
Detalle del Mosaico del Nilo de Palestrina, con soldados helenísticos que visten túnica (a. C.)

La túnica es una prenda de vestir amplia y larga, con mangas, que cubre desde el cuello hasta las piernas. Es propia de las vestiduras antiguas. También se denominaba túnica a una ropa interior o camisa sin mangas o con mangas cortas. En la vestidura religiosa la túnica es una prenda de lana que se lleva por debajo de los hábitos.
En biología se denomina "túnica" a distintos tejidos animales y vegetales: películas que cubren a bulbos y frutos, membranas de distintas partes del cuerpo humano, y el tejido que cubre por completo a los tunicados.

## Antiguo Israel
En el antiguo Israel los hebreos llevaban túnicas de varias clases. La historia de Jacob refleja que la túnica de José era más rica que la de sus hermanos y que en días de penitencia llevaban unas túnicas estrechas de color oscuro.

## Antigua Grecia
En la antigua Grecia, la túnica se adornaba en la línea del dobladillo para representar la polis. Las túnicas se teñían con colores brillantes como rojizas, púrpuras, verdosas o azafranadas o bien eran blancas. Los reyes griegos no usaban la coraza, el casco y la clámide sino una túnica más larga que la de los otros griegos con un manto más ancho que la clámide y un cetro más grande. Las mujeres aseguraban sus túnicas sobre sus espaldas con hebillas más o menos grandes cuyo uso, sin embargo, no duró mucho en Atenas.
La túnica dórica se abrochaba sobre las espaldas con botones y en los bordados o instita con que se guarnecían por abajo quiso imitarse las ondulaciones del mar. Era el traje más antiguo que estuvo en uso entre los griegos y era sin mangas por lo que se diferenciaba de la túnica jónica. Los lacedemonios usaban para la guerra túnicas escarlatas con el objeto de que la sangre de sus heridas no se notara tanto.

## Antigua Roma

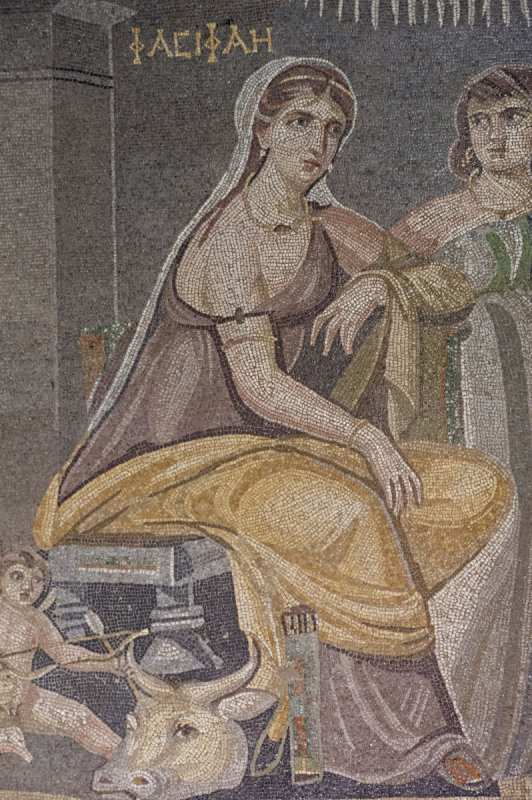
Túnica femenina representada en mosaico romano.

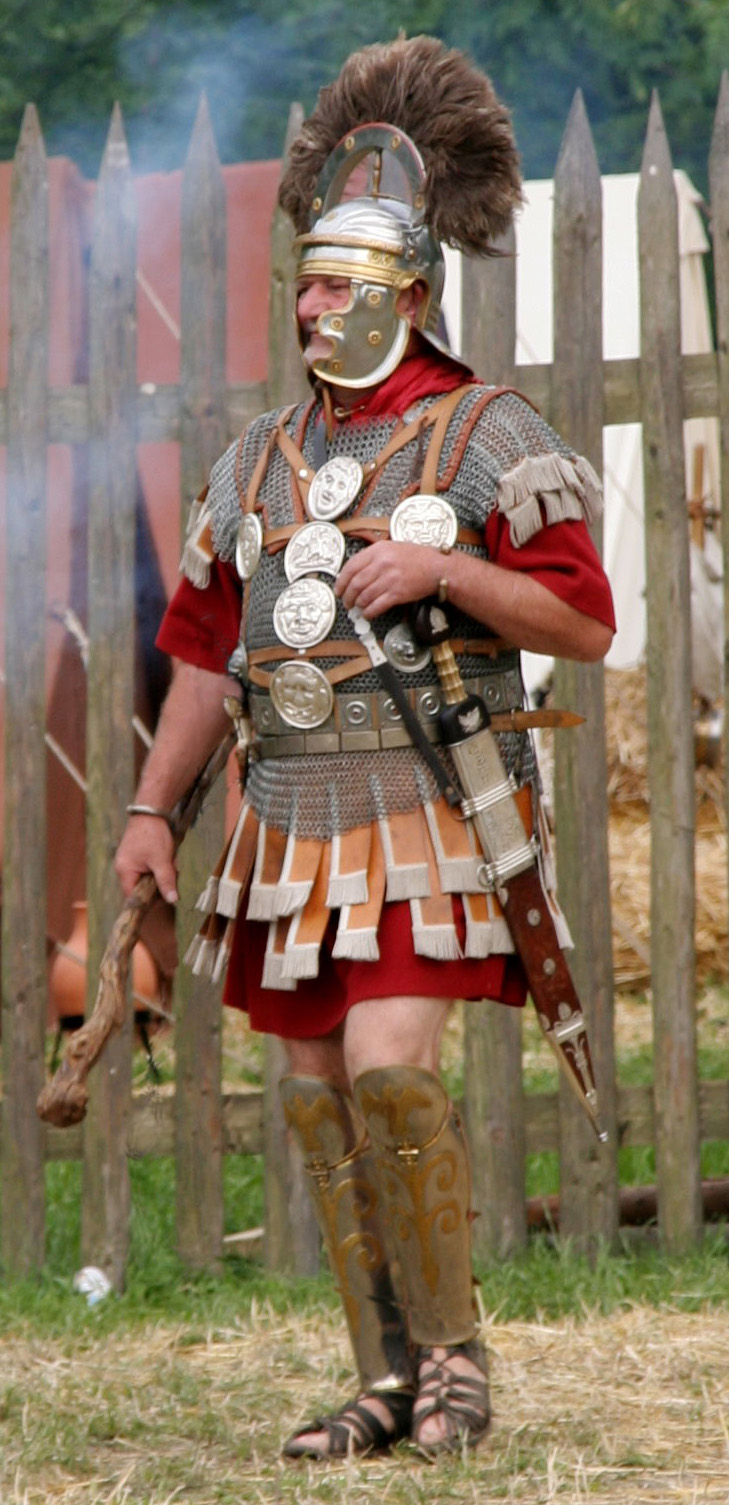
Centurión romano con túnica por debajo de la armadura.

La túnica era la ropa común de la civilización romana, propia de ambos sexos, que se llevaba como ropa interior, ajustada al cuerpo. La de los hombres era un corto y amplio camisón de lana compuesto de diversas piezas cosidas (normalmente, dos) o con mangas muy cortas. Se ponía por la cabeza y se ceñía al cuerpo con un cinturón. 
Fue usada por los ciudadanos y los no ciudadanos igualmente; los ciudadanos, sin embargo, la usaban debajo de la toga, especialmente, en ocasiones formales. Aunque fue variando en el transcurso del tiempo, la túnica de las mujeres era generalmente más larga, pudiendo llegar hasta los tobillos (tunica talaris)
La presencia o la carencia de listas así como la anchura y la ornamentación, indicaría en la sociedad romana el estado del portador. Así, los patricios y senadores la usaban con una franja ancha y de color púrpura (tunica laticlavia), que descendía desde el escote hasta abajo. 
La túnica manucata o de manga larga era considerada afeminada y sólo se empleó en el Bajo Imperio. La túnica se ceñía a la cintura y no solía llegar hasta las rodillas. Su uso era común y no presentaba mayor inconveniente que el de que no era de buen gusto dejarla asomar bajo la toga.

### La túnica de los legionarios
Por debajo de su armadura, el legionario romano usaba una túnica generalmente de lana. Hoy existe una considerable discusión acerca de si la túnica del legionario romano se llevaba sin teñir o se teñía en rojo. Algunas obras de arte y las descripciones escritas por contemporáneos del Imperio romano se contradicen en este punto. Alternativamente, es posible que los oficiales romanos de la legión usaran túnicas rojas, mientras que los soldados de base usaran túnicas sin tintar.
La túnica usada originalmente por el legionario romano consistió simplemente en un pedazo largo de tela rectangular cosido a otro trozo idéntico, dejando simplemente descosidos los agujeros para introducir los brazos y la cabeza. Más adelante, llegó a estar de moda para que las túnicas fueran producidas con mangas, y usados con braccae.

## La túnica inconsútil de Cristo

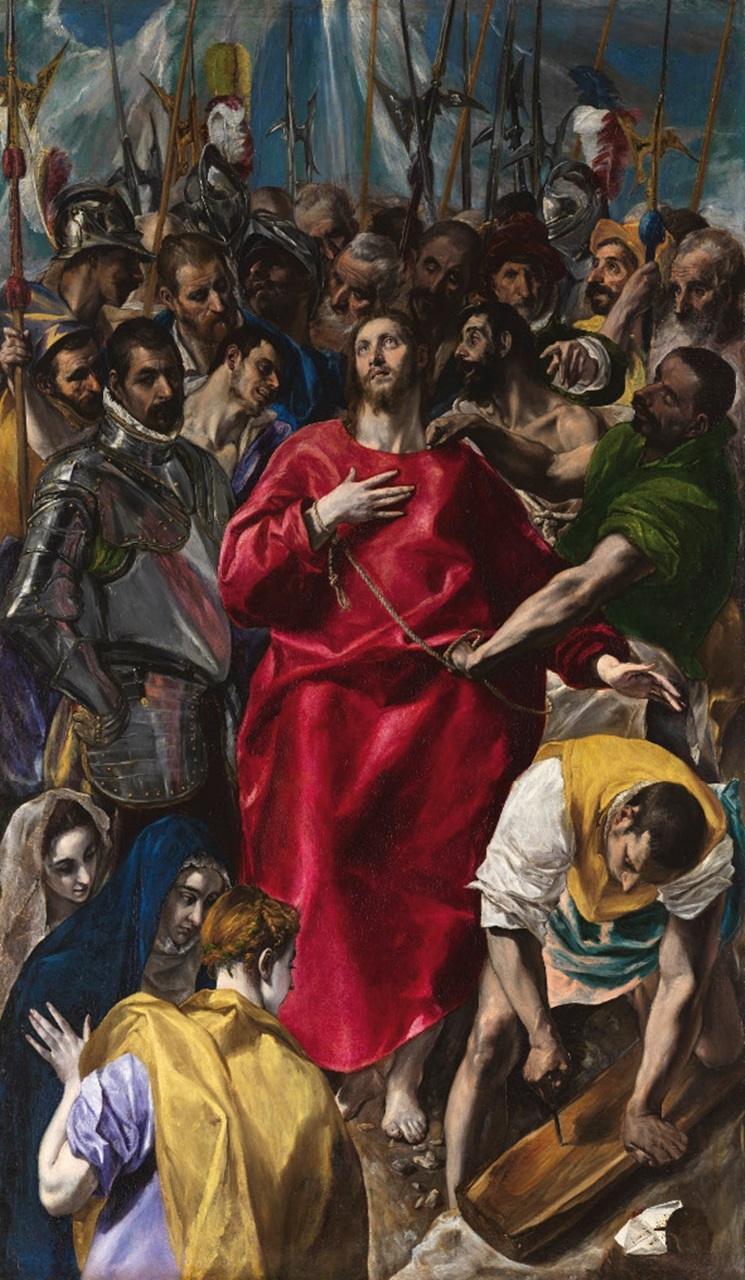
Cristo, con túnica roja en El expolio, de El Greco (1577-1579).

La túnica de Jesús de Nazaret, se cree fue tejida por su madre María. En la escena evangélica del expolio (cuando los soldados, como era la costumbre, se reparten la ropa del crucificado), la túnica la dejan aparte y en vez de repartirla se la juegan, porque no puede descoserse: era una túnica tejida de una sola pieza, sin costuras (no cosida o inconsútil). En los propios evangelios se interpreta este hecho como el cumplimiento de una profecía del Antiguo Testamento: Repartieron entre sí mis vestidos, y sobre mi ropa echaron suertes. Los exégetas ven en esta descripción un símbolo de la unidad de los cristianos. El que Cristo tuviera bienes o su propia túnica, ha sido tema de debate teológico y fuente de argumentos para reflexionar sobre el tema de la pobreza. También  cuestionable si Cristo fue crucificado desnudo o con un paño de pureza (perizonium), como se recoge en el apócrifo Evangelio de Nicodemo

## La túnica en la Edad Media

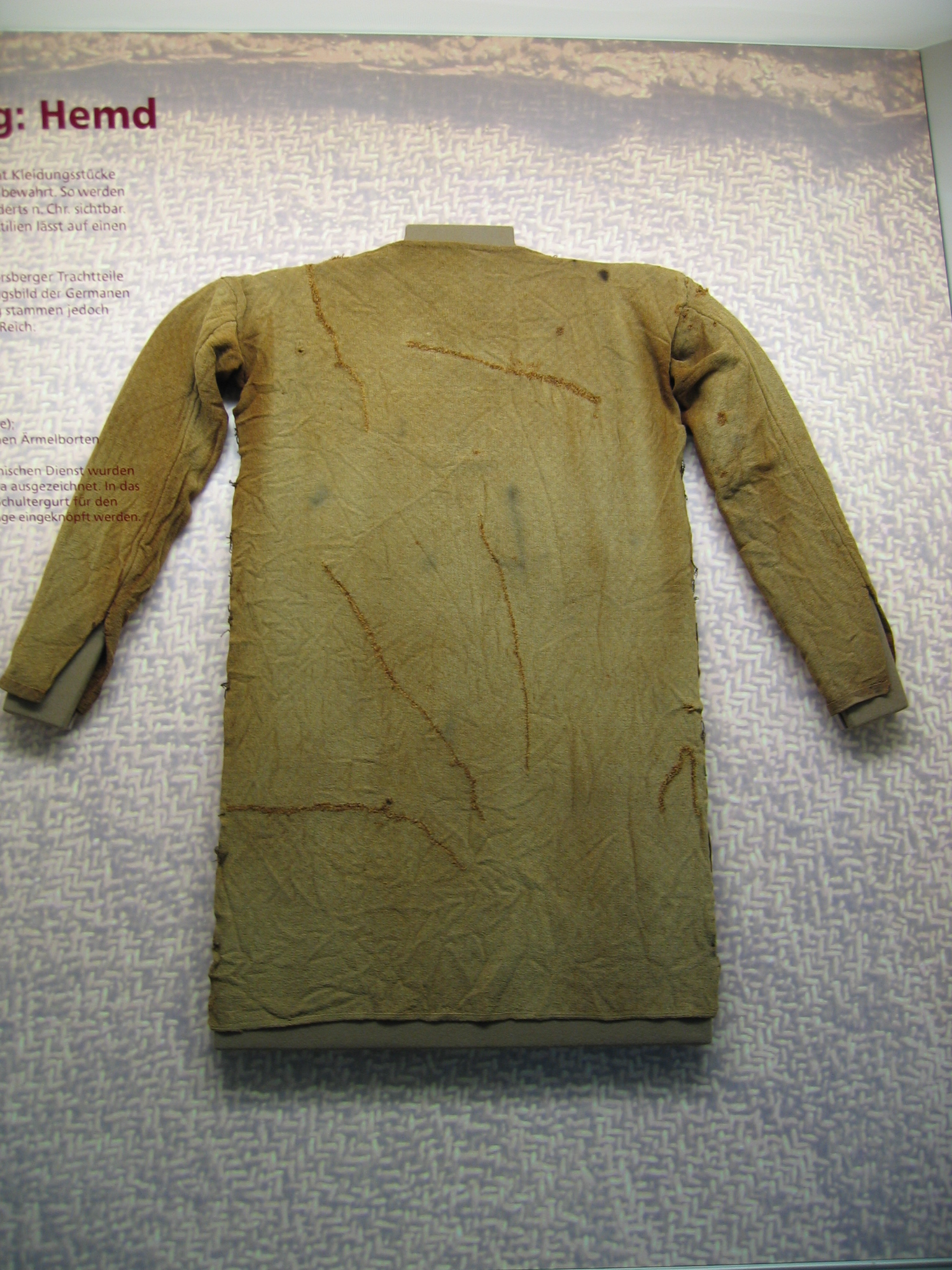
Túnica germana del, proveniente de Thorsberg moor.

Tras la caída del Imperio romano, la túnica continuó siendo una vestidura ampliamente usada, variando su longitud y la de sus mangas. Solía llegar hasta las rodillas o incluso los tobillos, y se usaba generalmente sobre la ropa interior (la camisa y las calzas que evolucionaron a partir de las braccae). Los tejidos de los que se fabricaba solían ser la lana y el lino, reservándose la seda para las más lujosas. Entre los anglosajones de la Alta Edad Media, las túnicas se solían decorar en cuello y puños, tanto en las vestiduras ricas como en las pobres.

## 

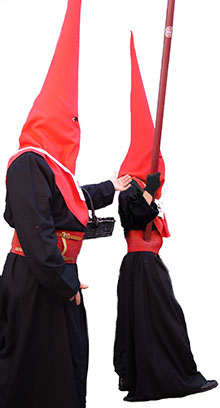
Penitentes con túnica (cubren la cabeza con capirote).

En la cultura occidental, su uso continúa sobre todo en un contexto religioso. Es la prenda básica usada por el clero debajo de los hábitos y por los penitentes de la Semana Santa en España.